# Мусієнко Іван Данилович
Іван Данилович Мусієнко (1 січня 1919, село Терешківка, тепер Сумського району Сумської області — 13 листопада 1990, смт. Жовтневе, тепер Миколаївка Білопільського району Сумської області) — український радянський діяч, голова колгоспу імені Леніна Білопільського району Сумської області. Герой Соціалістичної Праці (31.12.1965). Депутат Верховної Ради СРСР 7—10-го скликань.

## Біографія
Народився 1 (за деякими даними — 15) січня 1919 року в селянській родині. Освіта середня.
З 1936 року — колгоспник колгоспу «Шлях до соціалізму», завідувач сільської бібліотеки, старший піонервожатий Битицької середньої школи Сумського району Сумської області.
У 1940—1947 роках — служба на Чорноморському флоті ВМС СРСР, учасник німецько-радянської війни. З 1944 року був сигнальником тральщика Т-654, вибирався комсоргом 3-го дивізіону тральщиків Констанцької військово-морської бази Чорноморського флоту СРСР в Румунії.
Член ВКП(б) з 1947 року.
У 1947—1948 роках — завідувач клубу Червонозоряного рафінадного заводу міста Суми Сумської області.
У 1948—1949 роках — заступник голови райспоживспілки; голова Тучнянської сільської ради Білопільського району Сумської області.
З 1949 року — голова колгоспу імені Фрунзе (з 1960 року — імені Леніна) селища Миколаївка-Вирівська (з 1957 року — Жовтневе) Білопільського району Сумської області.
Потім — на пенсії у смт. Жовтневе (тепер — Миколаївка) Білопільського району Сумської області.

## Звання
- старшина 2-го рангу

## Нагороди
- Герой Соціалістичної Праці (31.12.1965)
- три ордени Леніна (26.02.1958, 31.12.1965, 22.12.1977)
- орден Жовтневої Революції (8.04.1971)
- орден Вітчизняної війни І ст. (11.03.1985)
- орден Червоної Зірки (26.05.1945)
- медаль «За оборону Севастополя»
- медалі
- Почесна грамота Президії Верховної Ради Української РСР (15.01.1969)